# حزب الحركة الوطنية المصرية
حزب الحركة الوطنية المصرية هو حزب سياسى مصري. أعلن عن تأسيسه الفريق أحمد شفيق، ووافقت لجنة شئون الأحزاب علي تأسيسه في 6 يناير 2013م.

## أبرز وأهم المؤسسين
- إبراهيم درويش الفقيه الدستوري الشهير واحد أبرز الفقهاء الدستوريين في تاريخ مصر *
- الفريق أحمد شفيق (المرشح الرئاسي السابق ورئيس وزراء مصر الاسبق *
- أنور الهواري (الكاتب الصحفى)
- إيهاب رمزي (النائب السابق بمجلس الشعب)
- سعد الدين إبراهيم مدير مركز ابن خلدون
- شوقي السيد (الفقيه القانونى والمحامى بالنقض)
- طارق نور الخبير الإعلاني والإعلامي
- عمرو حسن محامى وناشط حقوقى
- عبد الرحيم علي (مدير المركز العربي للبحوث والدراسات وشقيق اللاعب عبد الحليم علي نجم الزمالك الأسبق الشهير بالعندليب)
- عبد الهادى القصبي (شيخ مشايخ الطرق الصوفية *
- علاء سماحة (الخبير المصرفى)
- لميس جابر الأديبة والكاتبة الصحافية
- ماجد المتيني (المهندس ورجل الأعمال)
- محمد ماضي أبو العزائم (شيخ الطريقة العزائمية)
- مكرم محمد أحمد نقيب الصحافيين السابق
- وحيد حامد السينارست مؤلف مسلسل الجماعة *
- ياسر مكارم (المهندس الاستشارى)
- محمد سعيد خطاب (مهندس شاب)

## وكلاء مؤسسي الحزب
- بدوي جابر زكي مكارم (الشهير ب ياسر مكارم)
- هشام هاشم إسماعيل (محامي)

## المبادئ الأساسية
قد سطر الحزب المبادئ الأساسية التي سوف تحكم حركته وتحالفاته في المستقبل وهي:
1. مدنية المجتمع: والتي تعني قبول التعددية الاجتماعية والاحتفاء بالتنوع، وتمكين جميع أبناء مصر من التعبير عن كياناتهم وانتمائاتهم الإرثية والمُكتسبة، سواء كانت دينية أو طائفية أو عرقية أو مهنية أو طبقية.
2. مدنية الدولة: والتي تعني دولة القانون لكل مواطنيها، والمساواة في الحقوق والواجبات، وأن تكون كل المؤسسات على مسافة واحدة من كل أبنائها.
3. التنافسية وتكافؤ الفُرص: فالترجمة العملية لمدنية المجتمع والدولة، هي أن تكون الكفاءة هي القاعدة الأساسية لشغل المواقع العامة في مؤسسات الدولة.
4. تحقق العدالة الاجتماعية: وذلك بأن تتعهد الدولة بضمانات مؤسسية للتحقيق الاحتياجات الأساسية لأبناء مصر الأقل حظًا والأكثر حرمانًا.
5. الحق في المعرفة: بمعنى حُرية إنتاج المعرفة والفكر والمعلومات، صياغة وتداولاً، بكل الوسائل القانونية المُتاحة.
6. الديمقراطية كطريقة حياة: وهو ما يعني السيادة للمواطنين، فهم الذين يختارون بإرادتهم الحُرة، ويُحاسبون، ويُغيّرون دوريًا أولئك النواب، طبقًا لما ينص عليه الدستور، ويُنظمه القانون.
7. الاختيار الحُر للمسئولين من المحليات إلى رئاسة الجمهورية: ويعني أن ينتخب المواطنون عُمد القُرى، ورؤساء الأحياء، ورؤساء المُدن والمُحافظين.
8. حق تكوين الجمعيات والنقابات: للمواطنين الذين يرغبون في إنشاء وتكوين الأحزاب والنقابات الحق في أن يُحددوا أهداف وآليات إدارة هذه الكيانات، على أن يكون القضاء وحده، وليس أي جهة إدارية، هو المنوط بحسم أي خلافات داخل هذه الكيانات، وبين بعضها البعض وبين أي منها والدولة.
9. تمكين الشباب: إن شباب مصر المنوط بهم بناء مجدها الحديث يستحقون تمثيلاً حقيقيًا في صناعة القرار، لذلك ستسعى الحركة إلى الدفع بهم إلى صفوف المرشحين لكافة المناصب الوسطى والعليا، في الدولة، بحيث لا تقل نسبتهم في أي هيئة قيادية، منتخبة أو معينة، عن 40%.

وتناشد الحركة كل المصريين أفرادا واحزاب وهيئات ونقابات، بالانخراط في صفوفها حلفاء متساوين في الحقوق والواجبات، فقد أصبحت المُشاركة في العمل العام واجبًا وفريضة، فمثل هذه المشاركة هي التي تحمي بلادنا من الاختطاف، وتصون لمصر شخصيتها من التشويه، وتحصّن لأمن قومي يصون الحدود ويحمي الهوية.